# Garra rufa
Garra rufa è un piccolo pesce d'acqua dolce appartenente alla famiglia Cyprinidae.

## Distribuzione e habitat
Questa specie è diffusa in Medio Oriente, nelle acque dolci di Turchia, Iran, Siria, Giordania e bacino idrografico di Tigri ed Eufrate, dove abita fiumi, lagune, canali, stagni.

## Descrizione
Ha la forma tipica del ciprinide nuotatore, con corpo tozzo ma allungato, a sezione arrotondata, pinne robuste. La bocca è rivolta verso il basso ed è provvista di barbigli. La pinna caudale è tozza, corta e bilobata. La livrea varia dal bruno rosato al bruno verdastro, a volte chiazzati di scuro. Le dimensioni si attestano sui 14 cm.

## Predatori
È preda abituale di Barbus caninus.

## Riproduzione
Ha riproduzione ovipara con fecondazione esterna.

## Alimentazione
Si nutre prevalentemente di fitoplancton (alghe) e di detriti animali.

## Acquariofilia
Questo pesce anche se non tanto conosciuto risulta essere il migliore dei pesci mangia-alghe, cibandosi delle "famigerate" alghe a pelo nero. È una specie difficile da reperire in commercio ed è per questo molto ricercato.

## Interazioni con l'uomo
I Garra rufa sono utilizzati come terapia per la cura della psoriasi ed altri disturbi dermatologici.

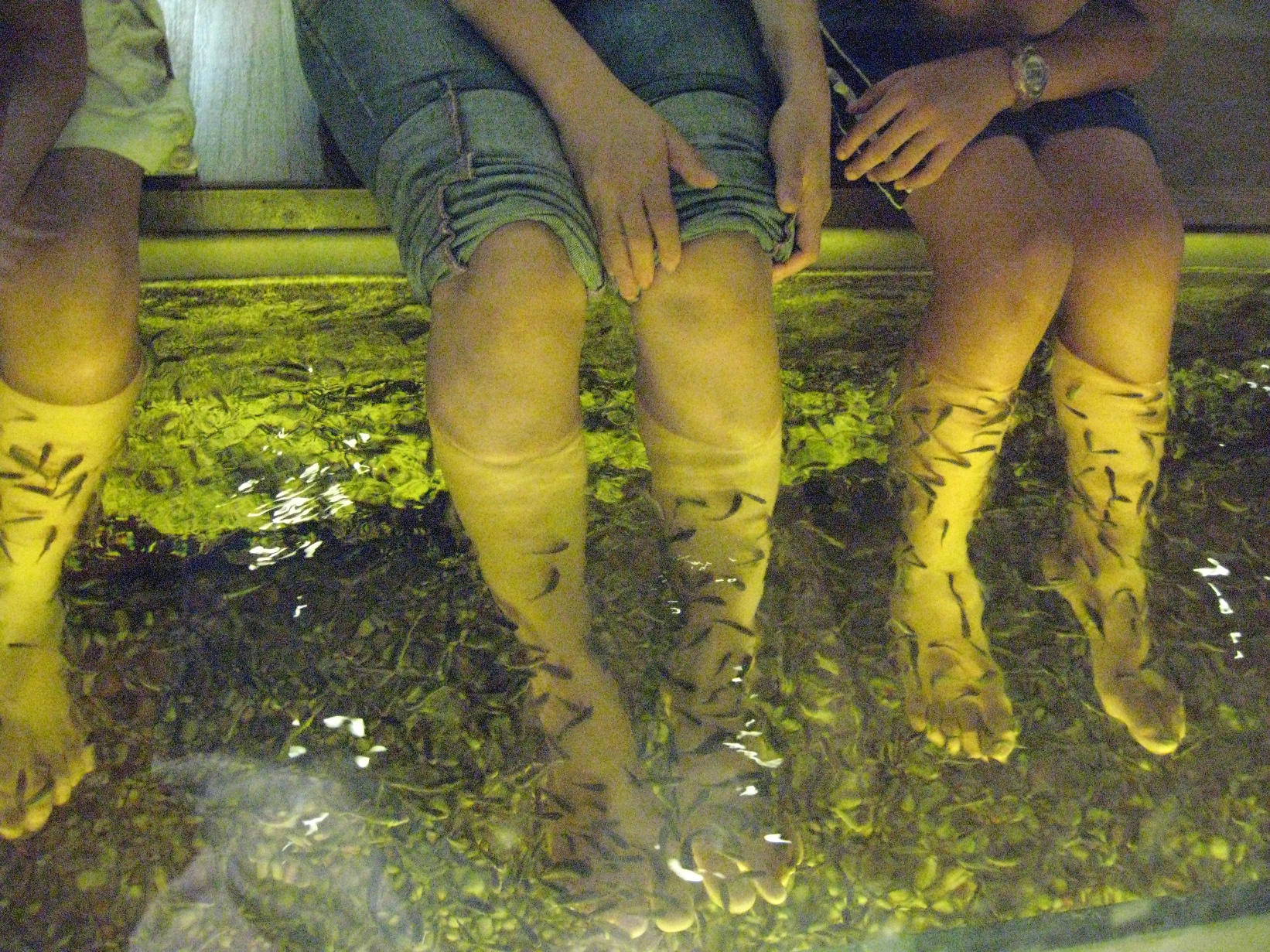
Un esempio di "fish pedicure"

Sono tradizionalmente utilizzati nei paesi asiatici per effettuare cure di podologia (il cosiddetto fish pedicure, che consiste nell'immergere i piedi in un piccolo acquario con i Garra rufa). Secondo una recente nota degli ispettori sanitari britannici del Health Protection Agency (HPA), il rischio di infezioni quali l'epatite e l'HIV è improbabile. Tuttavia tale pratica è controindicata alle persone diabetiche, soggette a psoriasi o con un debole sistema immunitario.
Sebbene la pedicure con i garra rufa non sia proibita in Italia, non esiste una specifica regolamentazione e talvolta si registrano sequestri, da parte dei NAS, di centri che utilizzano postazioni per la 'fish pedicure' irregolarmente. In alcune parti degli Stati Uniti d'America e del Canada è stata proibita. La Lega italiana per la lotta contro l'AIDS (LILA) ha smentito in maniera categorica la possibile trasmissione del virus HIV con questo mezzo.